# Volta ao Alentejo 2011
La Volta ao Alentejo 2011, ventinovesima edizione della corsa, si svolse dal 9 al 12 giugno su un percorso di 688 km ripartiti in 4 tappe, con partenza a Mora e arrivo a Redondo. Fu vinta dal lituano Evaldas Šiškevičius della Velo-Club la Pomme Marseille davanti ai portoghesi Filipe Cardoso e Bruno Matos Sancho.

## Tappe
| Tappa  | Data      | Percorso                          | km    | Vincitore di tappa  | Leader cl. generale |
| ------ | --------- | --------------------------------- | ----- | ------------------- | ------------------- |
| 1ª     | 9 giugno  | Mora > Campo Maior                | 166,9 | Bruno Antero Lima   | Bruno Antero Lima   |
| 2ª     | 10 giugno | Vila Viçosa > Mértola             | 176,6 | Bruno Matos Sancho  | Bruno Matos Sancho  |
| 3ª     | 11 giugno | Aljustrel > Reguengos de Monsaraz | 175,1 | Evaldas Šiškevičius | Bruno Matos Sancho  |
| 4ª     | 12 giugno | Montemor > Redondo                | 169,7 | Filipe Cardoso      | Evaldas Šiškevičius |
| Totale | Totale    | Totale                            | 688   |                     |                     |

## Dettagli delle tappe

### 1ª tappa
- 9 giugno: Mora > Campo Maior – 166,9 km

| Pos. | Corridore          | Squadra           | Tempo    |
| ---- | ------------------ | ----------------- | -------- |
| 1    | Bruno Antero Lima  | Onda              | 3h48'36" |
| 2    | Bruno Matos Sancho | LA-Antarte        | s.t.     |
| 3    | Jon Aberasturi     | Orbea Continental | s.t.     |

| Pos. | Corridore                      | Squadra    | Tempo    |
| ---- | ------------------------------ | ---------- | -------- |
| 1    | Bruno Antero Lima              | Onda       | 3h48'26" |
| 2    | Bruno Matos Sancho             | LA-Antarte | a 2"     |
| 3    | Samuel José Rodrigues Caldeira | Tavira     | a 4"     |

### 2ª tappa
- 10 giugno: Vila Viçosa > Mértola – 176,6 km

| Pos. | Corridore                      | Squadra           | Tempo    |
| ---- | ------------------------------ | ----------------- | -------- |
| 1    | Bruno Matos Sancho             | LA-Antarte        | 4h08'08" |
| 2    | Ricardo García Ambroa          | Orbea Continental | a 2"     |
| 3    | Samuel José Rodrigues Caldeira | Tavira            | s.t.     |

| Pos. | Corridore                      | Squadra    | Tempo    |
| ---- | ------------------------------ | ---------- | -------- |
| 1    | Bruno Matos Sancho             | LA-Antarte | 7h56'26" |
| 2    | Samuel José Rodrigues Caldeira | Tavira     | a 9"     |
| 3    | Bruno Antero Lima              | Onda       | a 10"    |

### 3ª tappa
- 11 giugno: Aljustrel > Reguengos de Monsaraz – 175,1 km

| Pos. | Corridore           | Squadra    | Tempo    |
| ---- | ------------------- | ---------- | -------- |
| 1    | Evaldas Šiškevičius | Velo       | 4h00'02" |
| 2    | Bruno Matos Sancho  | LA-Antarte | s.t.     |
| 3    | Fabio Silvestre     |            | s.t.     |

| Pos. | Corridore                      | Squadra    | Tempo     |
| ---- | ------------------------------ | ---------- | --------- |
| 1    | Bruno Matos Sancho             | LA-Antarte | 11h56'22" |
| 2    | Evaldas Šiškevičius            | Velo       | a 11"     |
| 3    | Samuel José Rodrigues Caldeira | Tavira     | a 13"     |

### 4ª tappa
- 12 giugno: Montemor > Redondo – 169,7 km

| Pos. | Corridore                | Squadra       | Tempo    |
| ---- | ------------------------ | ------------- | -------- |
| 1    | Filipe Cardoso           | Barbot-Efapel | 3h50'09" |
| 2    | Evaldas Šiškevičius      | Velo          | a 4"     |
| 3    | Enrique Alonso Salgueiro |               | a 16"    |

| Pos. | Corridore           | Squadra       | Tempo     |
| ---- | ------------------- | ------------- | --------- |
| 1    | Evaldas Šiškevičius | Velo          | 15h46'40" |
| 2    | Filipe Cardoso      | Barbot-Efapel | a 7"      |
| 3    | Bruno Matos Sancho  | LA-Antarte    | a 9"      |

## Classifiche finali

### Classifica generale
| Pos. | Corridore                      | Squadra                      | Tempo     |
| ---- | ------------------------------ | ---------------------------- | --------- |
| 1    | Evaldas Šiškevičius            | Velo-Club la Pomme Marseille | 15h46'40" |
| 2    | Filipe Cardoso                 | Barbot-Efapel                | a 7"      |
| 3    | Bruno Matos Sancho             | LA-Antarte                   | a 9"      |
| 4    | Samuel José Rodrigues Caldeira | Tavira                       | a 22"     |
| 5    | Ricardo García Ambroa          | Orbea Continental            | a 29"     |
| 6    | Leonel Sousa Coutinho          |                              | s.t.      |
| 7    | Rafael Ferreira Reis           |                              | s.t.      |
| 8    | Ramon Sinkeldam                | Rabobank CT                  | a 32"     |
| 9    | Helder Oliveira                | Onda                         | s.t.      |
| 10   | Daniel Mestre                  | Tavira                       | a 33"     |